# Scrobigera melania
Scrobigera melania là một loài bướm đêm trong họ Noctuidae.